# Vitomir Rogoznica
Vitomir Rogoznica (* 27. Oktober 1955 in Zadar, SR Kroatien, SFR Jugoslawien) ist ein ehemaliger deutscher Fußballprofi.

## Leben
„Vito“ kam als Neunjähriger 1964 mit seinen Eltern nach Deutschland, die zuerst in Dortmund, dann in Bremerhaven lebten. In seiner neuen Heimat Bremerhaven fing er mit dem Fußball an und wurde bei Bremerhaven 93 fußballerisch geformt. 1973/74 debütierte er im letzten Regionalliga-Jahr als 17-Jähriger in der ersten Mannschaft. 1976 schaffte er mit dem OSC Bremerhaven, Nachfolgeverein von „93“, den Aufstieg in die 2. Liga unter Trainer Egon Coordes.
Nach dem Abstieg 1978 wechselte Rogoznica zum Zweitligisten SV Arminia Hannover. Dort war er zwei Jahre Stammspieler, konnte aber den Abstieg nicht verhindern.
Vito war einer der Zugänge, die Trainer Werner Biskup im Sommer 1980 nach Osnabrück holte. Er behauptete sich mit Kampfkraft, Laufstärke und Einsatzwillen vier Jahre in der Stammelf, bestritt 102 Punktspiele und erzielte fünf Tore. Nach dem Abstieg des VfL lehnte er aus privaten Gründen ein Angebot des TSV München 1860 ab.
Nach seiner Spielerkarriere machte er ein Jahr Pause und stieg dann als Spielertrainer bei Sportfreunde Lotte in die Trainerlaufbahn ein. 1989 schloss er u. a. zusammen mit Ewald Lienen, Felix Magath, Uwe Reinders und Benno Möhlmann seine DFB-Fußball-Lehrer-Ausbildung ab. Über zehn Jahre betreute er Klubs wie BV Quakenbrück oder Eintracht Osnabrück. Seinen größten Erfolg als Trainer feierte er mit dem Gewinn des Niedersachsenpokals mit dem Fußballverein Sportfreunde Oesede. Damit qualifizierte sich Oesede für den DFB-Pokal.